# بو دیتل
بو دیتل (به انگلیسی: Bo Dietl) (زاده ۴ دسامبر ۱۹۵۰) بازیگر آمریکایی است.
از فیلم‌های معروف او می‌توان به بازی در فیلم گرگ وال استریت و یک پلیس سرسخت اشاره کرد.